# 상하이 조계

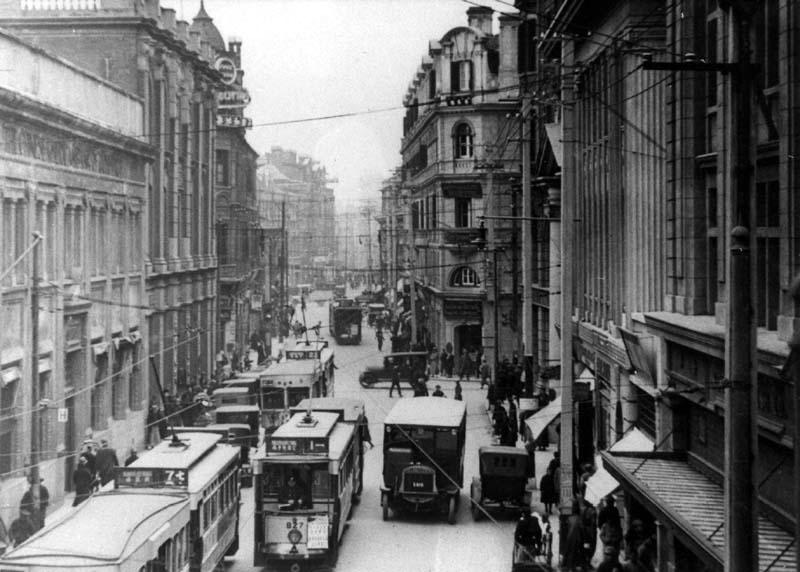
1920년의 상하이, 구장루(九江路)

상하이 조계(上海租界)는 1842년에 맺어진 난징 조약에 의해 개항하기로 한 상하이에서 설정된 조차지로 1845년 11월부터 시작하여 1943년 8월까지 약 100년간 상하이의 일부 지역에서 지속된 외국인 통치 특별구이다. 처음에는 영국, 미국, 프랑스가 각각 조계를 설정하였고, 나중에 영미 열강의 조계를 정리한 공공 조계와 상하이 프랑스 조계로 재편되었다. 이 두 개의 조계를 상하이 조계라고 말한다.
- 상하이 공공 조계
  - 상하이 일본 조계/일본 구역
  - 상하이 미국 조계(영어판)
- 상하이 프랑스 조계

## 개요
1842년, 아편 전쟁에 의해 청나라가 패배하면서 영국은 난징 조약을 맺어 광저우, 푸저우, 샤먼, 닝보, 상하이 다섯 곳의 항구를 개항하고, 상하이를 조계지로 정복해 식민지배했다. 1843년 영국은 후먼 조약(虎門條約)을 맺어 난징 조약을 구체화시켰다. 1856년 청나라는 뒤이은 애로호 전쟁에서 패하여 그 외의 열강과도 상하이에 이권을 나눠주게 되었다. 조계에서는 치외법권이 인정되어 다수의 열강의 식민지배하에 상하이는 급속히 발전을 이루었다. 그 후 상하이는 일본군과 충돌이 벌어지면서, 중일 전쟁, 제2차 세계 대전을 거치면서 상하이의 조계는 종말을 맞이하고 상하이는 일본 식민지로 전락된다. 1946년에는 상하이에 있던 모든 조계는 자취를 감추었다. 현재의 상하이에는 지금도 조계 시대의 건축이 남고 있어 활기찬 도시가 되었지만, 조계 당시의 그것과는 차이가 난다.

## 역사

### 초기

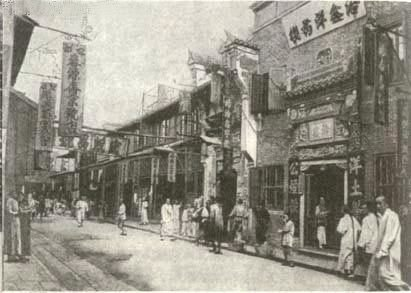
19세기의 상하이

아편 전쟁을 계기로 1843년 영국이 상하이에 토지를 조차하였고, 이어 1848년에 미국이, 1849년에는 프랑스도 각각 토지를 조차하여, 1854년 영프미가 행정을 통일해 조계가 확립되었다. 그러나 프랑스만은 1861년에 다시 단독으로 프랑스 조계를 가졌고, 영미 조계는 1863년에 국제 공공조계가 되었다. 조계에서는 행정권과 치외법권이 인정되어 공공 조계에는 공부국(工部局, "Board of works”)이, 프랑스 조계에는 공동국이 설치되어 공부국과 공동국은 도로, 수도 등 인프라의 건설과 관리, 경찰, 소방 등의 행정 자치권을 행사하게 되었다. 게다가 1865년에는 홍콩상하이 은행이 설립된 것을 계기로 유럽의 금융기관이 상하이에 잇달아 진출하기 시작했다. 이렇게 하여 치외법권을 인정한 지역은 청나라 정부의 공권력도 거의 미치지 않은 상태가 되어, 영국, 미국, 프랑스의 서양 문명을 받아들이면서 상하이는 급격하게 변화되어 갔다. 공공 조계에서는 와이탄 지구나 난징루를 중심으로, 프랑스 조계는 화이하이루를 중심으로 서양식 거리가 만들어졌다.

### 중기
조계는 당초 서양인들의 거주지로 만들어졌지만, 태평천국의 난을 거치면서 중국의 정세가 불안정해지자 많은 중국인이 상하이에 유입되었다. 신해혁명을 끝낸 군벌이 내전을 시작하면서 더욱 더 많은 사람이 모이게 되었다. 조계의 설정을 명시한 조약에서 중국인 범죄자는 중국 정부에 인도하도록 명시하였지만, 상하이에는 청나라 중앙정부의 공권력이 거의 미치지 못했고, 이 때문에 상하이는 중국인에게 있어서 치외법권 지역으로 법망을 피하는 용도로 이용되기 시작한다. 특히 정치범의 인도는 대부분 행해지지 않았기 때문에, 중국인 중에는 결사를 조직하는 사람이나 반정부 혁명 세력을 조직하는 사람도 나타났다. 이러한 결사는 애국주의적인 성향을 띠며 반외세 활동이 시작되어, 제1차 세계 대전에서 일본이 중국 정부에 무리한 요구를 하자 반일 운동으로 바뀌게 되었다.
외국인들은 상하이로 들어오는데 별도의 서류가 필요없었기 때문에 러시아 혁명 후에 나라를 잃은 백인계 러시아인이 상하이에 많이 유입되어 정착하게 되었다. 더욱이 애로호 사건 후 중국이 서양 열강과 맺은 조약에 의해 치외법권을 얻은 독일, 이탈리아, 일본 등의 열강에서도 많은 사람들이 이곳에 거주하게 되었다. 많은 외국인들의 유입과 함께 상하이는 발전을 가속하였다. 이러한 외국인에 의해서 상하이에는 다양한 문화가 공존하면서 복잡한 도시 모양을 그려 갔다.

### 전성기

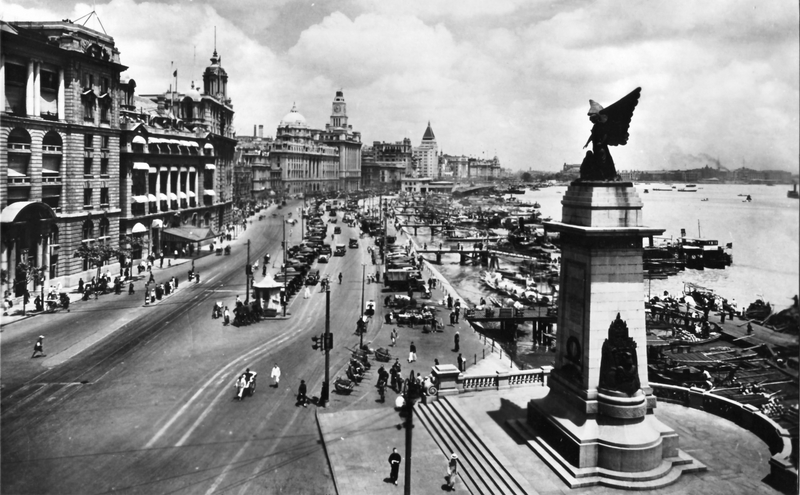
1928년의 상하이 와이탄

샹하이 조계는 치안은 좋지는 못했지만, 사람들의 자유는 보장되고 있었다. 조계는 치외법권 지역으로 공부국에 별도의 강력한 경찰 조직도 존재하고 있었다. 상하이의 법은 외국인에게 유리하게 만들어져 있었지만, 살인 등은 중국인 이외의 외국인도에게도 적용되어 단속되었기 때문에 내란이 계속되어 약탈 등이 횡행하여 무법지대가 된 중국 내부보다는 치안 사정이 나았다. 특히 당시 중국은 유교국가가 아니였으며 서양의 성문화 의식이 상하이에 강하게 침투하였고 상하이 지역은 외국인에 대한 중국 여성들의 매춘이 대거 이루어져 부모없는 수 많은 서양인 혼혈아를 양산했다.
게다가 당시 중국의 군벌에 의한 사상 단속과 같은 일도 없었고, 생각과 발언이 자유로웠다. 조계에서 마약과 매춘 행위가 금지되어 있기는 하였지만, 이러한 것들이 간과되는 경우가 많아 서양식 자유로운 매춘이 성행하였다. 이 지역의 이권을 가진 외국인에게 해가 되지 않으면 상당한 "자유"가 주어졌다. 이러한 혼돈된 자유는 여러 군상의 인간을 받아 들였고, 루씬도 당시에 이곳 상하이에서 살았다.
홍콩상하이 은행을 중심으로 발전한 상하이의 금융업은 아시아 금융의 중심이 되었고, 은행, 금융업이 더욱 활발해져 상사 등도 늘어났다. 상사는 장강을 거쳐 내륙에서 흘러드는 부를 이용하여 상당한 부를 축적하였다. 내륙으로부터 들어오는 여러 식료품을 이용한 요리와 상하이를 방문한 다국적의 사람들로 인해 많은 종류의 다양한 레스토랑이 들어서게 되었다. 특히 다양한 차를 즐길 수 있는 다관은 유명하였다. 또 이곳에 사는 많은 사람들이 소비를 촉진하여 쇼핑몰이나 백화점 같은 대형 판매점도 증가해 갔다. 자유로운 발상을 할 수 있던 풍조는 많은 사상 잡지를 낳게 되었고, 영화 산업을 발전시키는 계기도 되었다. 한편 느슨한 법규제는 아편굴, 매춘, 카지노 등의 영업을 하는 토대가 되었고, 암흑가가 형성되었다. 상하이 갱 칭방(青幇)의 대부격인 황금영(黄金荣), 두월생(杜月笙), 장소림(張嘯林)의 세 명의 이름은 상하이에서는 유명하였고, 그들은 지역의 암흑가를 장악하였다. 칭방은 공공연히 매춘이나 아편의 유통을 지배했다. 게다가 관에 줄을 대고 있었기 때문에 이러한 행위를 단속할 수도 없었다.
엔터테인먼트와 같은 문화도 풍부해져 이 거리는 방문하고 싶은 매력을 만들어 냈다. 성공한 사람은 황푸강 주변에 현대식 건물을 세워 최신의 소비 문명을 향수했다. 이에 따라 더 많은 외국인이 방문하게 되었다. 외국인 유입뿐만 아니라 많은 중국인도 일을 찾아 유입되기 시작했다. 싼 중국인 노동력을 이용하여 많은 공장도 지어졌다. 이러한 경제활동에 의해 축적된 막대한 부는 상하이에 마천루를 등장시켰다.
상하이의 법은 외국인에게 유리하게 만들어져 있었기 때문에, 중국인들은 그 혜택을 누릴 수가 없었고, 열악한 노동 환경에 시달렸다. 좁은 방에 살면서, 마약이나 매춘 등에 손대는 사람도 많았다. 이런 열악한 노동 환경은 노동 운동을 가속시켰다.
이러한 명암으로 인해 상하이는 극동 제일의 대도시가 되어 황금기를 맞이하게 되었다. 최전성기에는 150만명이 넘는 인구가 좁은 조계 안에 살았는데, 당시로서는 세계 최고의 인구밀도였다.
1927년 장개석에 의한 북벌이 시작되어 조계도 전란에 말려들게 되었다. 상하이에서 공산당 쿠데타가 일어나면서 중국 공산당과 국민당의 전투가 조계 근처에서 벌어졌다. 조계는 겉으로는 아무 일도 없는 것처럼 평온을 유지했지만, 조계 내부에서 중국인 노동자들은 재벌과 결탁한 국민당을 규탄하면서 공산당을 지원하는 사례도 나타났다. 결국 이 전투에서 국민당이 승리하면서 장개석은 공산당을 탄압했고, 상하이 조계 안에 있던 공산당 지원자를 사형에 처하였다.
1932년에는 일본에 의해서 제1차 상하이 사변이 발발하였다. 상하이 쿠데타에 이어 조계의 시의회 의원들은 국민당을 생각하여 십구로군을 적대시하였다. 그러나 일본이 공중폭격을 실시하고, 군함이 장강을 올라오면서 포격을 가하자 서양 열강의 이권을 지키기 위해 상하이 정전협정을 맺게 되었다. 이러한 2개의 군사 행동에 대해 조계가 강력한 조치를 취하지 않았기 때문에, 조계는 급속히 힘을 잃어 갔다.
1937년에 중일 전쟁이 발발해 제2차 상하이 사변이 일으나면서 조계가 실질적으로 일본군의 통제하에 놓이게 되었다. 1941년, 태평양 전쟁이 일어나면서 일본군은 공공 조계에 진주하면서 영미인을 억류했다. 이러한 사건을 겪은 상하이 조계는 전성기의 영광이 급격히 쇠퇴하게 되었다. 일본은 상하이를 빼앗으려고 노력했지만, 상하이 조계의 번영과 영광을 손에 거둘 수는 없었던 것이다. 1943년 난징의 왕조명 정권이 공식으로 공공 조계, 프랑스 조계를 접수하면서 조계의 역사는 종말을 고하였다.
상하이에서 일본군이 후퇴하자 물러난 외국인들도 상하이로 돌아오기 시작했지만, 1949년 이후 국공 내전에서 국민당이 패퇴하면서, 상하이는 중국 공산당의 통제권 아래 들어갔고, 상하이 조계의 번영의 역사는 끝을 맺었다.

## 현대
현재도 상하이의 곳곳에 조계 시대의 모습이 남아 있다. 와이탄에는 당시 세워진 건물이 그대로 또는 중국풍으로 리노베이션을 거쳐 남아, 상하이의 관광 자원이 되었다. 밤이 되면 와이탄의 건물이 일제히 불이 켜지면 당시에 지은 건축들을 볼 수 있다. 탁한 황토색으로 누런 황푸강이지만, 밤은 거리의 빛을 반사해 아름답다게 흐른다.

## 같이 보기
- 조계
- 상하이 공공 조계
- 난징 조약
- 후먼 조약 청나라-영국, 1843년 10월
- 왕샤 조약 청나라-미국, 1844년 7월 3일
- 황푸 조약 청나라-프랑스, 1844년 10월 24일